# Reginald Michael Cawcutt
Reginald Michael Cawcutt (* 23. Oktober 1938 in Rugby; † 5. August 2022 in Kapstadt) war ein südafrikanischer römisch-katholischer Geistlicher und Weihbischof in Kapstadt.

## Leben
Reginald Cawcutt, ein Sohn des in Südafrika bekannten Pferdetrainers Wilfie Cawcutt, empfing nach seiner theologischen Ausbildung am St. John Vianney Seminar in Pretoria am 9. Juli 1962 durch Erzbischof Owen McCann die Priesterweihe für das Erzbistum Kapstadt.
Er war Kaplan der Gehörlosengemeinde von Kapstadt und betreute die beiden katholischen Einrichtungen für Hörgeschädigte in Kapstadt, die Gehörlosenschulen der Dominikaner Wittebome und Grimley sowie das Gehörlosenwohnheim in Heathfield. In dieser Funktion kümmerte sich Cawcutt nicht nur um die geistlichen Belange der Hörgeschädigten, sondern fungierte auch als Dolmetscher, Wohlfahrtsbeauftragter, Familienfreund und sogar stellvertretender Elternteil.
Anschließend wurde er Kaplan bei der südafrikanischen Marine.
Papst Johannes Paul II. ernannte ihn am 29. Mai 1992 zum Weihbischof in Kapstadt und Titularbischof von Egabro. Der Erzbischof von Kapstadt, Lawrence Patrick Henry, weihte ihn am 26. August desselben Jahres zum Bischof; Mitkonsekratoren waren George Francis Daniel, Erzbischof von Pretoria und Bischof des Südafrikanischen Militärordinariates, und Andrew Zolile T. Brook, Bischof von Umtata.
In den späten 1990er Jahren war er als Bischof seiner Zeit voraus, als er homosexuelle Katholiken und ihre Familien seelsorgerisch betreute – ein Dienst, der von vielen bewundert wurde, ihm aber auch die Feindschaft anderer einbrachte. Als früher Nutzer des Internets war Cawcutt auch Teil eines internationalen Forums für Priester, die homosexuell sind. Infolge seiner Beteiligung an der Gruppe wurde er nach Rom zitiert, um sich in einer Anhörung vor der Glaubenskongregation zu erklären. Die ihm auferlegte Buße bestand darin, sich auf längere Exerzitien zu begeben. In Folge wurde er seitens der Medien diskreditiert und trat von seinem Amt am 17. Juli 2002 zurück.
Reginald Cawcutt starb am 5. August 2022 im Alter von 83 Jahren in Kapstadt.